# Torpedo Theater
Het Torpedo Theater is een theater in Amsterdam-Centrum.

## Geschiedenis
Het theater werd eigenlijk opgericht om poppenkastvoorstellingen van de Dam ook te kunnen geven op regenachtige dagen en/of winter. Wim Kerkhove, die het vak nog zou leren van Wim Kersbergen, maar die overleed al snel en Bart van den Bos begonnen het theater. Beide heren verbouwden het gebouw, dat eerst tot hun opslagplaats diende, aan de nauwe Sint-Pieterspoortsteeg om tot theater met zestig stoelen, dat in lente 1994 open ging onder de naam Theater Pantijn. Veel ruimte tot uitbreiding was en is er niet gezien de ligging in de kern van Amsterdam-Centrum tussen Damstraat, Nes, Grimburgwal en Oudezijds Voorburgwal. Omdat er een grove verbouwing nodig was, werd de actie Geef Jan Klaassen een dak boven zijn hoofd gestart, waarvoor onder andere Cox Habbema van de Stadsschouwburg zich hard maakte. Voordat er de opslag in kwam was het in gebruik als worstmakerij van het slagersfamiliebedrijf Hesseling, dat met bedrijf na honderd jaar vanaf 1887 langzaam van de Oudezijds Voorburgwal richting Nes uitbreidde. Ons Amsterdam omschreef het nog wel als het "kleinste theater van Nederland en de grootste poppenkast van die stad".

## Naar Torpedo

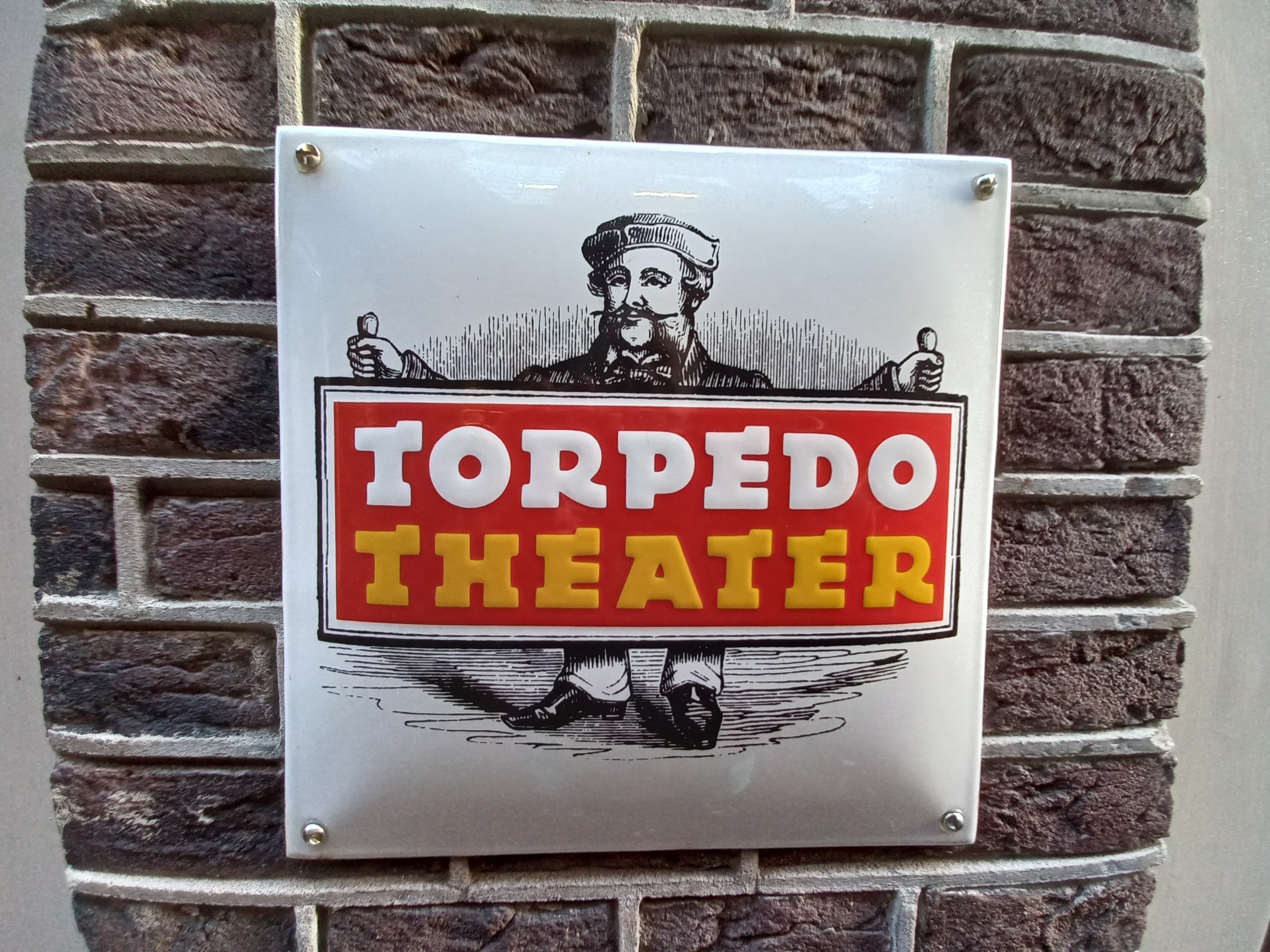
Torpedo Theater (oktober 2023)

Eind jaren negentig kregen de heren de exploitatie niet meer rond. Het Parool nam de exploitatie in 2001 over om culturele avonden te houden. In 2012 haalde ook dat blad zijn handen er vanaf en kreeg het de naam Torpedo Theater. Wel bleef het bestuur "Stichting Parool Theater" met Paul Arnoldussen nog aansprakelijk en bleven er ook nog wel Paroolmedewerkers werken. Doordat Het Parool het vrijgaf, kon ook bijvoorbeeld het NRC Handelsblad, neergestreken op het Rokin er avonden organiseren. In 2022 gaf de eigenaar aan dat er nog slechts 35 bezoekers tegelijkertijd in kunnen. Het interieur is dan voornamelijk 19e-eeuws. Het staat dan met 41 m² bedrijfsruimte te boek als kleinste theater van Amsterdam. Vanaf 2017 is IT-bedrijf VBVB de hoofdsponsor